# 窓問題
窓問題（まどもんだい、また、アパチャー問題、aperture problem）とは、1次元の局所運動情報からでは2次元の運動パターンの運動方向が一意に定まらないという問題である。大脳皮質において局所運動検出を担っている細胞は一定範囲の受容野をもち、その受容野により運動を局所的に検出することは、制限された窓 / 覗き穴（aperture）から運動対象を観察することに似ている。たとえば背景が右に45度傾いた等間隔の直線である場合、背景の上の円形の窓が左へ移動する場合と、上へ移動する場合で、窓の中の背景の運動パターンは全く同じであり、窓中の情報のみでは運動パターン全体の運動方向を推定できない。

## サインポール錯視
サインポール錯視とは、日常生活のなかで2次元運動の運動方向の判断が曖昧になってしまう事例である。理容店を示す、「白」「赤」「青」の3色のストライプ模様がナナメ方位に描かれたポール（サインポール）が回転するとき、3色のストライプ模様があたかも上下方向に移動しているかのように知覚される。

## 局所運動の統合
窓問題を超えて2次元の運動方向を正しく推定するためのひとつの手段として、局所的に検出される1次元運動情報を統合することでパターン全体の運動方向を検出していると考えられている。初期視覚系における局所運動検出よりも高次の運動検出メカニズムの存在が示唆されているが、現段階ではまだ明らかになっていない。
一定の大きさの窓／覗き穴（aperture）を通して線が右下に移動するという運動を観察する、という状況について考えてみる。この場合の線の運動方向は、右・右下・下までの範囲でさまざまな場合が考えられる。つまり、このように一定の大きさの窓／覗き穴から局所的に運動をみている場合には、運動方向のベクトルは一意には定まらない。運動方向の解は移動した後の線上のどこかの点としかわからない。さらに別の窓／覗き穴からの局所運動情報を得て、それら複数の運動情報を統合することにより、はじめて線の正しい運動方向が推定できる（運動方向の解がわかる）ということになる。
この運動情報の統合の方法として主に、運動方向ベクトルの合成による方法と、制約線の交点（intersection of constraints; IOC）による方法の2つがあげられる。

### 制約線の交点（IOC）による解法
2つの窓／覗き穴のそれぞれから得られる運動方向を考えると、一方の運動方向は移動した後の線上のどこかの点で、もう一方の運動方向も移動した後の線上のどこかの点となる。この線は、運動方向の解を線上のいずれかの点に限定していることから、制約線（constraint line）と呼ばれる。そうすると、パターン全体の運動方向の解は、その2つの線が交わる点になると考えられる。

### プラッドパターンを用いた運動統合研究
プラッド（plaid）とは、方位の異なる2つの正弦波運動縞（sinusoidal grating）が重ね合わされた視覚パターンのことである。2つの運動成分が存在するため、刺激の属性や観察条件に依存して、一貫した運動（coherent motion）パターンが知覚される場合と、2つの要素運動（component motion）が知覚される場合のいずれかとなる。2つの要素運動成分のパラメータを操作することによって、運動が統合された後にどのような運動および運動方向が知覚されるかを観察することで、運動を統合するメカニズムが検討されている。

### 運動検出に関する細胞生理学的知見
1次視覚野（V1）の細胞は一定範囲の狭い受容野をもち、特定の方位（orientation）や運動方向（motion direction）に選択性をもつ。これが初期視覚系におけるエッジ検出や局所運動の検出を担っていると考えられている。しかし1次視覚野（V1）の細胞はプラッドパターンのような運動の合成パターンには応答しない。より高次の視覚野であるMT野（medial temporal area）の細胞では、その40～50％はプラッドパターンの個々の要素運動に応答し、20％はプラッドパターンの合成パターンに応答して個々の要素運動には応答しないと報告されている。
しかし以上の報告はあくまでも、提示刺激に対する各領野の細胞応答の特性を示しているだけであり、一連の視覚情報処理経路のなかで、1次視覚野（V1）で検出された局所運動がどのように統合されて他の領野へ情報が送られるかなどは、ほとんど明らかになっていない。